# Phragmatobia lochmatteri
Phragmatobia lochmatteri är en fjärilsart som beskrevs av Gottfried Christian Reich 1933. Phragmatobia lochmatteri ingår i släktet Phragmatobia och familjen björnspinnare. Inga underarter finns listade i Catalogue of Life.